# Ліза Пустай
Ліза Пустай (11 травня 2001 , Будапешт ) — угорська фехтувальниця на шаблях, чемпіонка світу, призерка чемпіонату Європи.

## Виступи на Олімпіадах
| Олімпіада  | Дисципліна          | Місце |
| ---------- | ------------------- | ----- |
| Токіо 2020 | індивідуальна шабля | 9     |
| Токіо 2020 | командна шабля      | 8     |
| Париж 2024 | індивідуальна шабля | 13    |
| Париж 2024 | командна шабля      | 6     |